# Irina Pantáyeva
Irina Pantáieva (Ulán-Udé, de Buriatia, entonces de la Unión Soviética, 31 de octubre de 1967) es una actriz y modelo rusa de origen buriata.
En 1992, se trasladó a París para convertirse en una modelo. En 1994, Irina se trasladó a Nueva York para seguir la carrera de modelo, y más tarde apareció en las películas Mortal Kombat: Aniquilación, Celebrity, Zoolander y People I Know, además de filmar una aparición especial en 3rd Rock from the Sun. También aparece en el play off-Broadway Jewtopia.
En 1998 escribió su autobiografía Siberian Dream: A Memoir, y fue publicada por Avon.
Irina estaba casada con el fotógrafo Roland Levin y tiene dos hijos.